# Игрушкин, Николай Анатольевич
Николай Анатольевич Игрушкин (род. 19 ноября 1965, Кстово, Горьковская область) — советский и российский самбист и дзюдоист, призёр чемпионатов СССР по самбо, чемпион Европы и мира по самбо, победитель розыгрышей Кубка мира по самбо, победитель Всемирных игр по самбо, призёр чемпионата мира среди ветеранов по дзюдо, Заслуженный мастер спорта России. В 1993 году Николай Игрушкин и Александр Дунаев вместе с тренером Владимиром Кульковым приехали в Сербию и несколько месяцев тренировали сербских самбистов.

## Спортивные результаты
- Чемпионат СССР по самбо 1988 года — ;
- Чемпионат СССР по самбо 1989 года — ;
- Кубок СССР по самбо 1989 года — ;
- Кубок СССР по самбо 1990 года — ;
- Чемпионат СССР по самбо 1990 года — ;
- Чемпионат СССР по самбо 1991 года — ;
- Самбо на летней Спартакиаде народов СССР 1991 года — ;
- Кубок России по самбо 1992 года — ;
- Чемпионат России по самбо 1992 года — ;
- Чемпионат России по самбо 1993 года — ;
- Чемпионат России по самбо 1994 года — ;
- Чемпионат России по самбо 1995 года — ;
- Чемпионат России по самбо 1996 года — ;